# Spawn of Possession
Spawn of Possession war eine Technical-Death-Metal-Band aus Kalmar, Schweden.

## Biografie
Die Band wurde im Februar 1997 von Jonas Bryssling (Gitarre), Jonas Karlsson (Gitarre), und Dennis Röndum (Gutturaler Gesang und Schlagzeug) gegründet.
Nach drei Jahren nahm die Band ihre erste Demo-CD The Forbidden auf und fand kurz darauf in Nick Dewerund den geeigneten Bassisten. Die Resonanz auf das Demo war durchweg positiv und so entschloss sich die Band ein Jahr später, die zweite Demo-CD Church of Deviance aufzunehmen. Nach ausnahmslos guten Kritiken nahm das Musiklabel Unique Leader Records die Band unter Vertrag.
Die Band arbeitete sechs Monate an neuen Liedern und nahm im Juni 2002 ihr Debütalbum Cabinet auf. Zu diesem Zweck suchten sie die Pama Studios auf und arbeiteten mit dem Produzenten Magnus Sedenberg zusammen, der sowohl beim Aufnehmen als auch beim Abmischen und Mastern mitarbeitete.
Um für das neue Album zu werben, begab sich die Band zusammen mit Disavowed, Vile, Inhume und Mangled auf eine vierwöchige Tournee durch Europa. Kurz darauf folgte eine sechswöchige Tournee durch Nordamerika, die die Band mit den Label-Kollegen der Bands Severed Savior, Pyaemia, and Gorgasm bestritt. Die Tournee beinhaltete 27 Konzerte, fünf davon in Kanada.
Nachdem die Band aus Nordamerika zurückgekehrt war, folgte eine weitere Tournee durch Europa, die das alljährliche sogenannte „No Mercy Paket“ mit Bands wie Cannibal Corpse, Hypocrisy, Kataklysm, Exhumed, Vomitory, und Carpathian Forest beinhaltete. Im Sommer folgten acht weitere Festivals, u. a. „Fuck the Commerce“ (Deutschland), „Stonehenge“ (Niederlande), „Grind Your Mother“ (Italien), und „Mountains of Death“ (Schweiz).
In diesem Zeitraum und danach bis in den Herbst 2004 hinein, begannen Spawn of Possession an neuem Material für das zweite Album zu arbeiten. Der Vorgang wurde jedoch durch ein Tournee-Angebot mit der Szenegrösse Cannibal Corpse durch Skandinavien und die baltischen Staaten unterbrochen. Die Band nahm dieses dankend an, da es eine große Herausforderung, aber zugleich auch eine Erfahrungsbereicherung war.
Die Tournee beinhaltete 24 Konzerte, durch welche die Band ihre immer wachsende Fangemeinde weiter vergrößern konnte.
Nach der Tournee wurden der begonnene Kompositionsprozess für das zweite Studioalbum beendet und man begab sich im Jahre 2006 erneut in die Pama Studios. Zwischen Mai und Juni desselben Jahres gingen Spawn of Possession mit Bands wie Hate Eternal, Shadows Land and Fall of Serenity erneut auf Europatournee.
Im Juli 2006 wurde das nun fertige zweite Studioalbum Noctambulant durch die Plattenfirma Neurotic Records veröffentlicht und erfreute sich großer Beliebtheit.

## Einflüsse
Spawn of Possession wurden durch viele verschiedene Künstler aus unterschiedlichen Stilrichtungen beeinflusst, hauptsächlich jedoch durch Death Metal und klassische Musik.
Großen Einfluss übten Bands wie Death, Morbid Angel, Suffocation, Gorguts und die Komponisten Johann Sebastian Bach, Sylvius Leopold Weiss und Dmitri Shostakovich aus.

## Diskographie

### Demos
- 2000: The Forbidden (Demo)
- 2001: Church of Deviance (Demo)

### Studioalben
- 2003: Cabinet (Unique Leader Records)
- 2006: Noctambulant (Neurotic Records)
- 2012: Incurso (Relapse Records)